# Efteråret 1974 - Krise I Danmark
Efteråret 1974 - Krise I Danmark er en dansk dokumentarfilm fra 1975 med instruktion og manuskript af Claus Wanscher og Jes Bonde.

## Handling
Filmen skildrer en del af den politiske udvikling i efteråret 1974: Arbejdsløse bygningshåndværkere demonstrerer, Svendborg Værfts tillidsmænd i arbejdsretten, lukning af General Motors, Formandsinitiativets konference, arbejdsløhedsdemonstrationen 26. november 1974. Samt krisen set fra en dansk industriby: Fredericia.